# Гомотерии
Гомотерии (лат. Homotherium) — род вымерших саблезубых кошек, обитавших в Евразии, Африке и Северной Америке со среднего плиоцена (3—3,5 млн лет назад) до конца позднего плейстоцена (10 тыс. лет назад). Вымирание гомотериев началось с Африки, откуда эти кошки исчезли примерно 1,5 млн лет назад, на юге Азии — 500 тыс. лет назад, на севере Евразии данный род вымер около 30 тыс. лет назад, и дольше всех просуществовал вид Homotherium serum в Северной Америке — до конца плейстоцена, около 10 тыс. лет назад. Вымирание гомотериев на всех континентах происходило вскоре после расселения первобытных людей.
По данным изучения митохондриальной ДНК саблезубых кошек из подсемейства Machairodontinae эволюционные пути родов Smilodon и Homotherium разошлись около 18 млн лет назад. Все американские и европейские позднеплейстоценовые (пост-виллафранкские) образцы гомотериев относились к одному виду Homotherium latidens.
Секвенирование ядерной ДНК из плечевой кости гомотерия, найденного в плейстоценовых (>47,5 тыс. л. н.) многолетнемёрзлых отложениях близ Доусон-Сити (территория Юкон, Канада) показало относительно высокий уровень генетического разнообразия, предполагая, что гомотерии, возможно, были более многочисленными, чем предполагается из летописи окаменелостей. Оказалось, что гомотерии являются сестринской линией для всех существующих видов кошек. Предки гомотериев (возможно псевдэлурусы) отделились от общего древа эволюции кошек более 22,5 млн лет назад.

## Анатомия

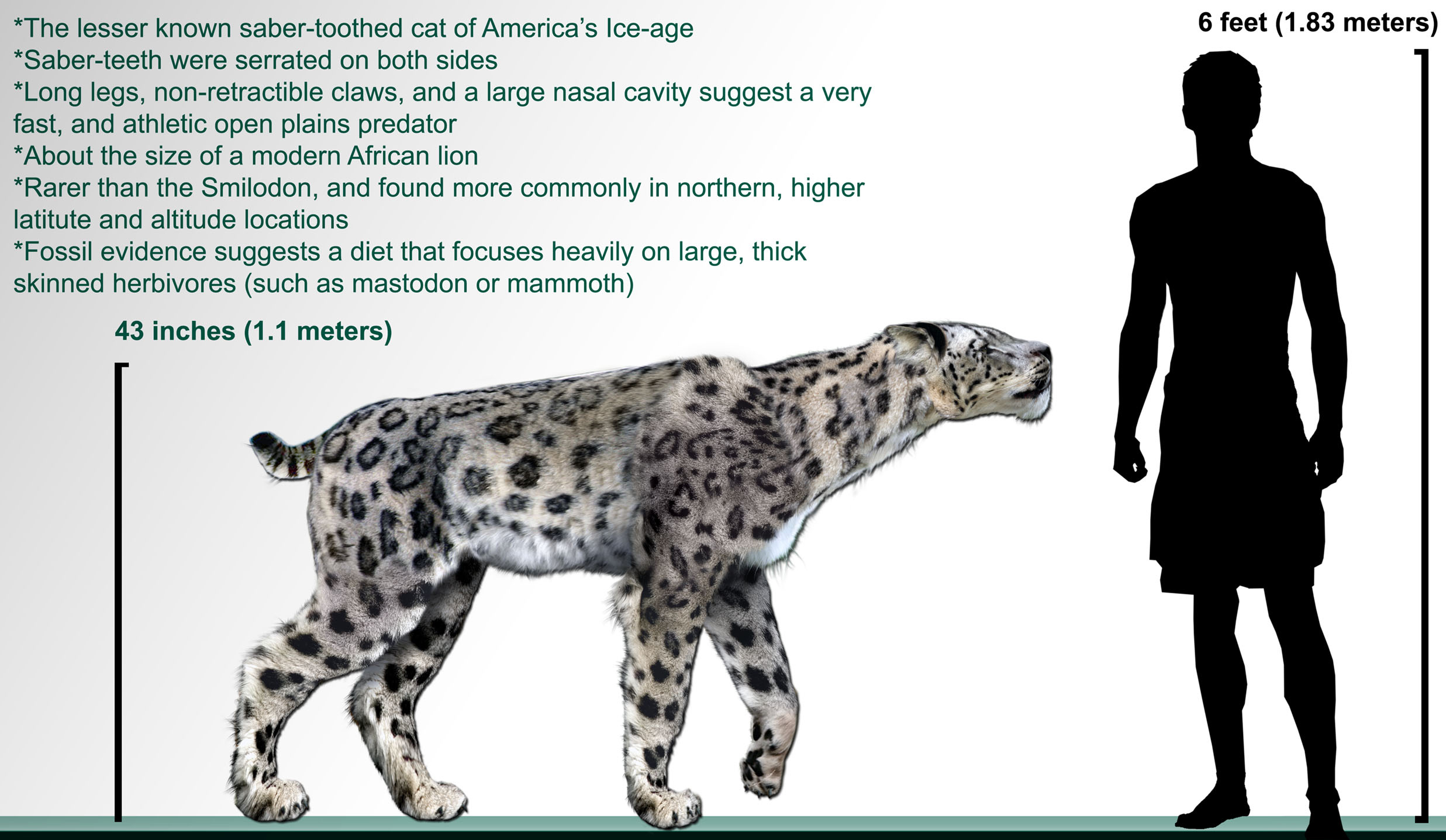
Сравнение размеров гомотерия и человека

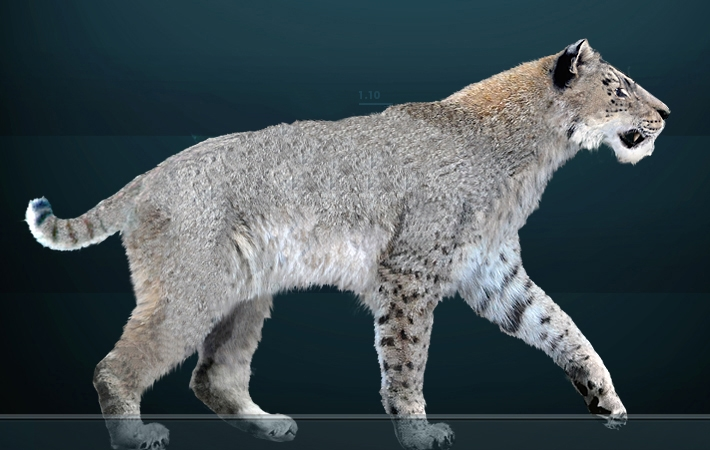
Homotherium serum

Рост гомотериев достигал 1,1 м в холке, то есть они достигали размеров льва, вес составлял около 190 кг. По сравнению с некоторыми другими саблезубыми кошками, как смилодоны или мегантереоны, у гомотериев были относительно короткие верхние клыки, но они были шире и имели зазубрины. Напротив, резцы гомотерия были крупнее, чем у смилодонов и достигали больших размеров. Среди современных кошачьих только тигр имеет такие большие резцы, которые помогают в подъёме и переносе добычи. Коренные зубы гомотериев были довольно слабы и не приспособлены для разгрызания крупных костей. Череп был длиннее, чем у смилодона и имел хорошо развитый сагиттальный гребень, где крепились мощные мышцы, приводившие в движение нижнюю челюсть. Она имела характерные отростки, защищавшие верхние клыки при закрытой пасти.
Внешне гомотерий несколько отличался от других крупных кошек. Передние конечности были несколько длиннее задних. Строение задних конечностей гомотерия указывает на то, что он прыгал хуже, чем современные кошки. Тазовая область, в том числе крестцовые позвонки, была похожа на медвежью. Короткий хвост состоял из 13 позвонков. Таким образом, телосложением гомотерий был похож на гиену.
Необычно большие, квадратные носовые пути, как у гепарда, обеспечивали более быстрое потребление кислорода, необходимое для охлаждения мозга. Ещё одно сходство — развитая зрительная область головного мозга, что подчёркивает способность хорошо видеть днём, а не ночью, как большинство кошек.
Хотя, в отличие от гепарда, гомотерий не был быстрым бегуном, но все же превосходил смилодона в беге и был более вынослив. Вероятно, был дневным хищником. Как предполагают учёные, гомотерии охотились группой, подобно львам, загоняя крупную добычу на открытых пространствах, в отличие от смилодона, который предпочитал охотиться из засады в одиночку, обитая в лесных районах, как современные тигры. Таким образом эти два вида могли избегать конкуренции.

## Ареал и виды

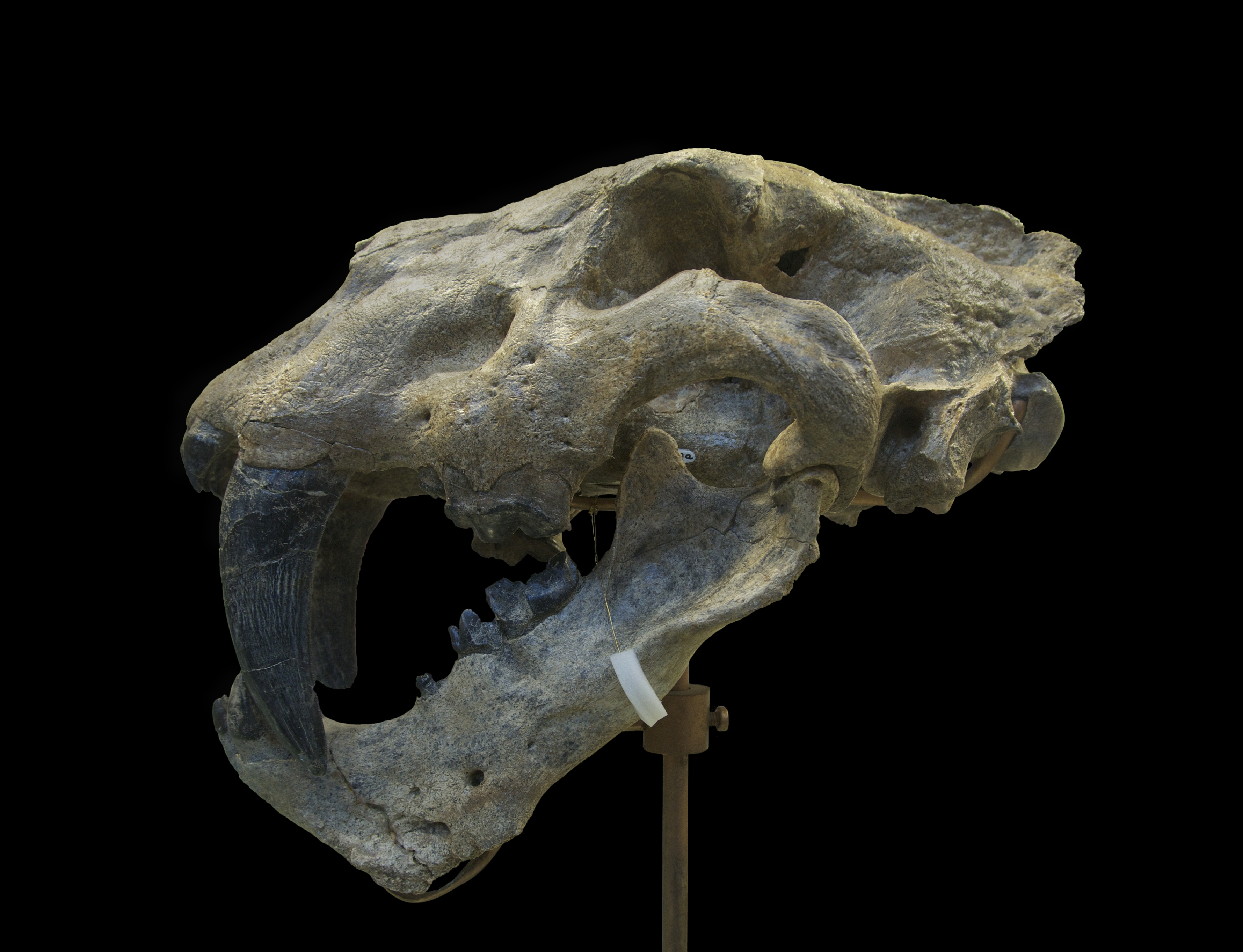
Череп Homotherium crenatidens в Национальном музее естественной истории, Париж

Гомотерии, очевидно, произошли от махайродов (Machairodus) в среднем плиоцене, по разным данным — 3 или 3,5 миллиона лет назад. В плейстоценовую эпоху гомотерий заселил обширные территории Евразии, Северной Америки, а также Африки. Окаменелые остатки гомотерия возрастом 1,8 млн лет были обнаружены также в Венесуэле, что указывает на то, что гомотерии вместе со смилодонами проникли в Южную Америку во время Великого межамериканского обмена. Однако как долго они существовали на этом континенте, пока ещё не ясно.
В Евразии известно несколько видов гомотерия: H. nestianus, H. sainzelli, H. crenatidens, H. nihowanensis, H. ultimum. Данные виды различаются между собой в основном по форме клыков и размерами туловища. Палеогенетические исследования евразийского и американского видов H.latidens и H.serum, показали, что эти 2 вида, вероятно, принадлежали к одному виду — Homotherium latidens. В 2024 году на севере Якутии, в бассейне р. Индигирка, в вечной мерзлоте была найдена ископаемая мумия котёнка Homotherium latidens, датированная радиоуглеродным методом около 36 000 лет назад. Учёные предполагают, что предки этой популяции повторно расселились на север Евразии из Северной Америки через Берингию, так как до этого в Евразии не были известны находки ископаемых остатков саблезубых кошек, датированных позднее среднего плейстоцена (менее 200 - 300 тыс. лет назад), за исключением одной находки на северо-западе Европы, в Северном море, датированной возрастом около 28 тыс. лет назад.
Два вида гомотерия существовали в раннем плейстоцене в Африке: H. ethiopicum и H. hadarensis, но и они едва ли отличаются от евразийских форм. На Африканском континенте гомотерии вымерли примерно 1,5 млн лет назад. В Северной Америке очень похожий вид, H. serum, появился в позднем плиоцене и дожил до конца плейстоцена. Остатки данного вида найдены на различных участках между Аляской и Техасом. В южных частях своего ареала H. serum сосуществовал со смилодоном, но в северных областях являлся единственным видом саблезубой кошки. Данный вид первоначально был описан под названием Dinobastis.
Несмотря на обширный ареал гомотерия и большое количество его окаменелостей, полные скелеты этого хищника находят относительно редко. Одним из самых известных местонахождений остатков гомотерия является пещера Friesenhahn в Техасе, где было обнаружено более 30 скелетов гомотерия, вместе с сотнями скелетов детёнышей мамонтов и несколькими ужасными волками.
Ископаемых остатков гомотериев в Северной Америке найдено меньше, чем остатков его современника смилодона. Вероятно, что гомотерий вёл семейный образ жизни, и занимал другую экологическую нишу. Северная граница ареала гомотерия проходила выше, нежели у смилодона.

## Палеоэкология
Предположительно, гомотерии охотились на молодых хоботных, носорогов и прочих крупных животных. Снижение численности гомотериев могло произойти с постепенным вымиранием этих гигантских травоядных. В связи с небольшим количеством ископаемых находок, до недавнего времени считалось, что одной из причин, приведших саблезубых кошек к вымиранию, могло быть их низкое генетическое разнообразие, но более поздние исследования опровергли это утверждение. На вымирание гомотериев могло также повлиять истребление первобытными людьми плейстоценовой мегафауны и самих гомотериев, как потенциальных конкурентов. Об этом свидетельствует то, что вымирание гомотериев на всех континентах происходило вскоре после расселения там людей.
Вид Homotherium crenatidens входит в состав куруксайской фауны (поздний плиоцен Таджикистана). Вместе с гомотериями там обитали гиены пахикрокуты, лошади Стенона, жирафы сиватерии, олени элафурусы и древние антилопы.